# Geirmundur heljarskinn Hjörsson
Geirmundur heljarskinn Hjörsson (n. 862) fue un explorador noruego que se adentró en el interior de tierras de Islandia a principios del siglo X, desde Breiðafjörður y colonizó Skarðsströnd, donde creó asentamientos durante cuatro años en Hornströndum.

## Biografía
Según Landnámabók Geirmundur era hijo de un vikingo originario del reino de Hordaland que se llamaba Hjör Hálfarson que luchó contra los bjarmer; Hjör apresó a la hija de su rey con quien tuvo dos hijos Geirmundur y Hámundur, cuando nacieron ambos eran de piel oscura y arrugados por lo que fueron llamados heljarskinn, ya que su madre era de raza nenet, parecida a los actuales inuits, es decir, de piel oscura.
Según Geirmundar þáttr heljarskinns de la saga Sturlunga Geirmundur era un vikingo del reino de Rogaland, y luchó en el oeste. Al regreso de sus incursiones vikingas, encontró que Harald I había conquistado su reino tras la derrota en la batalla de Hafrsfjord. Geirmundur, entonces se planteó emigrar a Islandia y le acompañaron Úlfur skjálgi Högnason y su primo Steinólfur lági Hrólfsson, se dirigieron hacia Breiðafjörður y allí amarró sus barcos en Elliðaey. Colonizaron el fiordo y la costa norte, Geirmundur en Skarðsströnd, Steinólfur en Saurbær y Úlfur en Reykjanes. 
Geirmundur pasó su primer invierno en Búðardalur y construyó un asentamiento para él y sus sirvientes en Skarð á Skarðsströnd. Supuestamente había tierra libre en el oeste y entonces se dirigió con ochenta hombres de su hird hacia Horn en Hornstrandir y de allí hacia Straumnes. Geirmundur es uno de los antepasados del caudillo islandés Flosi Þórðarson.
Geirmundur también aparece citado en la saga de Grettir y en la saga de Egil Skallagrímson.

## Herencia
Se casó en primeras nupcias con Herriður Gautadóttir (n. 879), y de esa relación nació una hija llamada Yn (o Yr) que se casó con Ketill gufa Örlygsson. 
En segundas nupcias casó con Þorkatla Ófeigsdóttir de Hordaland (n. 880), con quien tuvo tres hijos:
- Geirriður Geirmundsdóttir (n. 906).
- Ormur Geirmundsson (n. 908).
- Arndís Geirmundsdóttir (n. 925).